# Robert Snodgrass
Robert Snodgrass (Glasgow, Escocia, Reino Unido, 7 de septiembre de 1987) es un exfutbolista escocés que jugaba de centrocampista.
Comenzó su carrera juvenil en el Livingston. Se fue a préstamo al Stirling Albion antes de mudarse a Inglaterra para unirse al Leeds United en 2008, club donde sería parte del ascenso a la EFL Championship en 2010. Luego de rechazar una extensión de contrato con el Leeds, ficharía por Norwich City en julio de 2012. Dejó el Norwich luego de que descendiera en 2014, para fichar por el Hull City. En su debut de liga con el Hull, Snodgrass sufrió una seria lesión de rodilla que lo dejó fuera por más de un año. El Hull City descendió esa temporada, y Snodgrass fue parte del equipo que logró el ascenso en los playoffs de 2016. Fichó por el West Ham United en enero de 2017.
Luego de jugar por Escocia en categorías inferiores, Snoddgrass recibió su primera llamada a la selección absoluta de Escocia en 2009, y jugó su primer partido en febrero de 2011. 

## Carrera

### Inicios
Snodgrass creció en la ciudad de Gallowgate, Glasgow, jugó en las inferiores de Rangers juntó James McArthur, quien en un futuro sería su compañero en la selección de Escocia. En el año 2000 se unió a las inferiores del Livingston.

### Livingston
Comenzó su carrera profesional en el Livingston, donde registró 15 goles en 79 encuentros de liga. Se unió a préstamo al Stirling Albion el 30 de enero de 2007 para el resto de la temporada. 

### Leeds United
Llegó al Leeds United en julio de 2008, debutó contra el Scunthorpe United, encuentro donde fue el asistente en el gol de cabeza de Enoch Showunmi. Anotó su primer gol para el Leeds en la victoria 5-2 en la Copa de la Liga contra el Chester City. En su primera temporada en el club jugó los play offs de ascenso, donde fueron eliminados por el Millwall, 2-1 en el global. Registró 11 goles y 19 asistencias en su primer año con el Leeds.
Al comienzo de la temporada 2009-10, Snoodgrass renovó contrato con el equipo por cuatro años. Anotó el gol de la victoria, y su primer gol de liga esa temporada, contra el Milton Keynes Dons. En mayo de 2010 fue parte del PFA Equipo del Año de la League One de la temporada. El Leeds ascendió a la EFL Championship luego de terminar segundo en la clasificación, temporada en la que el jugador dio 14 asistencias y anotó 10 goles.
Snodgrass sufrió una seria lesión en la rodilla durante la pretemporada de 2010-11, que lo dejó fuera por varias semanas. Regresó a los entrenamientos en septiembre de 2010. Fue un regular del equipo durante la temporada, aunque se perdería los últimos encuentros del Leeds por una lesión en la espalda a finales de la temporada.
Anotó su primer gol en la temporada 2011-12 el 16 de agosto al Hull City. Snodgrass fue nombrado capitán del equipo por el entrenador Neil Warnock, en su primer encuentro dirigiendo ante el Portsmouth el 25 de febrero. Snodgrass terminó la temporada con 13 goles y como el segundo mejor asistente de la Championship con 14 pases gol. Ganó los premios Leeds' Fans Player of the Year y  Players' Player of the Year del club el 28 de abril.

### Norwich City
Firmó por tres años con el Norwich City en julio de 2012, el precio de la transferencia no fue revelado. Debutó en el partido inicial de la temporada, el 18 de agosto de 2012 en la derrota 5-0 de visita frente al Fulham. Dos encuentros después, el 1 de septiembre, Snodgrass anotó su primer gol para el club, donde logró el empate 1-1 frente al Tottenham Hotspur.

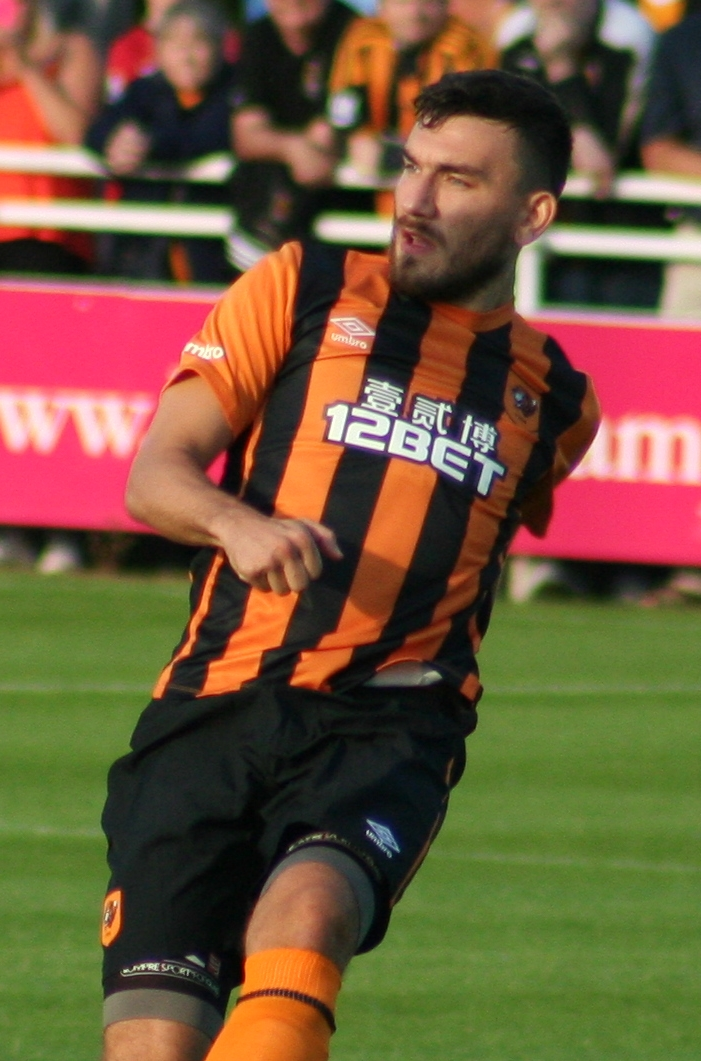
Snodgrass jugando para el Hull City en 2014.

### Hull City
El 30 de junio de 2014, el Hull City fichó a Snodgrass por tres años, en una transferencia estimada de £6 millones. Se dislocó la rótula en agosto de 2014 en el encuentro contra el Queens Park Rangers, lesión que requirió cirugía y lo dejó fuera para toda la temporada 2014-15.

### West Ham United
Se unió al West Ham United el 27 de enero de 2017 en una transferencia de £10.2 millones por tres años y medio. Debutó para los Hammers el 1 de febrero de 2017, cuando entró al minuto 64 por Pedro Obiang, en la derrota por 4-0 de local ante el Manchester City. En agosto de 2017, luego de 15 encuentros con el West Ham sin anotar, se anunció que Snodgrass pasaría a la lista de transferibles.

#### Préstamo al Aston Villa
Se fue a préstamo al Aston Villa el 25 de agosto de 2017 para el resto de la temporada 2017-18. Anotó su primer gol en el club el 26 de septiembre en la victoria 4-0 al Burton Albion.
Durante su préstamo, anotó 7 goles y 14 asistencias, año que el Aston Villa llegó a los play off donde perdió la final por 1-0 ante el Fulham.

#### Regreso al West Ham United
Regresó al West Ham para la temporada 2018-19. Anotó sus primeros dos goles ese año en la victoria 8-0 de Carabao Cup ante el Macclesfield Town el 26 de septiembre de 2018. El 2 de julio de 2019 renovó su contrato con el club hasta 2021.

## Selección nacional

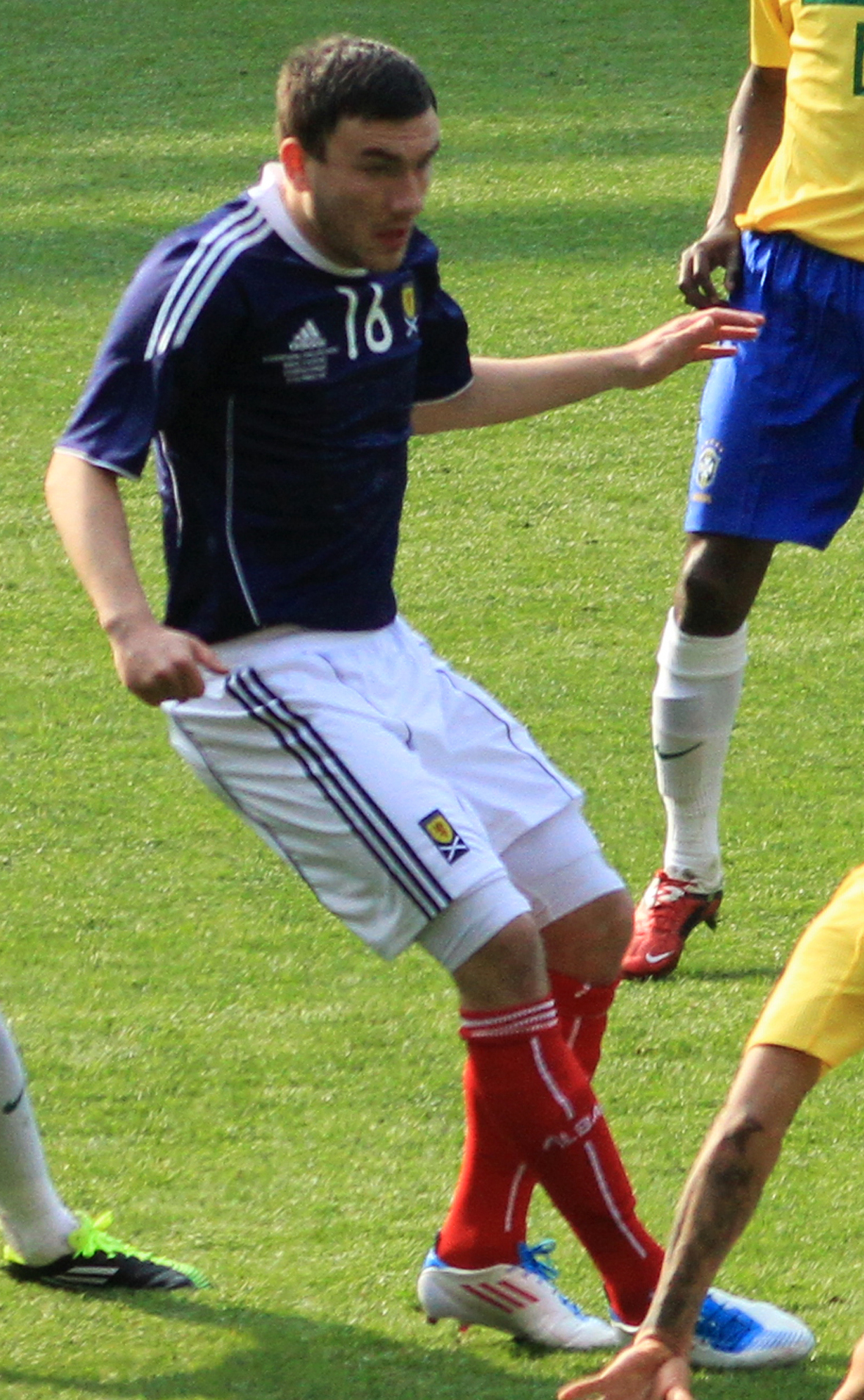
Snodgrass jugando para en 2011.

Ha jugado por Escocia en las categorías sub-19, sub-20 y sub-21. Con la sub-19 de Escocia fue parte del equipo que llegó a la final del Campeonato Europeo de la UEFA Sub-19 2006 en Polonia. Snodgrass además jugó la Copa Mundial de Fútbol Sub-20 de 2007 con la selección de Escocia sub-20 en Canadá.
Es internacional con la selección de Escocia, con la que debutó el 9 de febrero de 2011 contra Irlanda del Norte por la Copa de Naciones 2011.

#### Goles internacionales
Actualizado
| Goles internacionales | Goles internacionales   | Goles internacionales            | Goles internacionales | Goles internacionales | Goles internacionales | Goles internacionales                                        | Goles internacionales |
| #                     | Fecha                   | Estadio                          | Rival                 | Resultado             | Goles                 | Competición                                                  |                       |
| --------------------- | ----------------------- | -------------------------------- | --------------------- | --------------------- | --------------------- | ------------------------------------------------------------ | --------------------- |
| 2006                  |                         |                                  |                       |                       |                       |                                                              |                       |
| 1                     | 10 de agosto de 2011    | Hampden Park, Glasgow            | Dinamarca             | 2 – 1                 |                       | Amistoso                                                     |                       |
| 2                     | 7 de junio de 2013      | Estadio Maksimir, Zagreb         | Croacia               | 1 – 0                 |                       | Clasificación de UEFA para la Copa Mundial de Fútbol de 2014 |                       |
| 3                     | 15 de octubre de 2013   | Hampden Park, Glasgow            | Croacia               | 2 – 0                 |                       | Clasificación de UEFA para la Copa Mundial de Fútbol de 2014 |                       |
| 4,5,6                 | 4 de septiembre de 2016 | Estadio Nacional Ta' Qali, Mdina | Malta                 | 5 – 1                 |                       | Clasificación de UEFA para la Copa Mundial de Fútbol de 2018 |                       |
| 7                     | 8 de octubre de 2017    | Estadio Stožice, Liubliana       | Eslovenia             | 2 – 2                 |                       | Clasificación de UEFA para la Copa Mundial de Fútbol de 2018 |                       |

## Estadísticas

### Clubes
Actualizado al final de carrera deportiva.
| Club                                  | Div.          | Temporada     | Liga  | Liga  | Copas nacionales | Copas nacionales | Copas internacionales | Copas internacionales | Total | Total |
| Club                                  | Div.          | Temporada     | Part. | Goles | Part.            | Goles            | Part.                 | Goles                 | Part. | Goles |
| ------------------------------------- | ------------- | ------------- | ----- | ----- | ---------------- | ---------------- | --------------------- | --------------------- | ----- | ----- |
| Livingston F. C. Escocia              | 1.ª           | 2004-05       | 16    | 2     | 2                | 1                | ―                     | ―                     | 18    | 3     |
| Livingston F. C. Escocia              | 1.ª           | 2005-06       | 26    | 4     | 4                | 0                | ―                     | ―                     | 30    | 4     |
| Livingston F. C. Escocia              | 2.ª           | 2006-07       | 6     | 0     | 1                | 0                | ―                     | ―                     | 7     | 0     |
| Stirling Albion F. C. Escocia         | 3.ª           | 2006-07       | 15    | 7     | ―                | ―                | ―                     | ―                     | 15    | 7     |
| Stirling Albion F. C. Escocia         | Total club    | Total club    | 15    | 7     | 0                | 0                | 0                     | 0                     | 15    | 7     |
| Livingston F. C. Escocia              | 2.ª           | 2007-08       | 31    | 9     | 6                | 1                | ―                     | ―                     | 37    | 10    |
| Livingston F. C. Escocia              | Total club    | Total club    | 79    | 15    | 13               | 2                | 0                     | 0                     | 92    | 17    |
| Leeds United F. C. Inglaterra         | 3.ª           | 2008-09       | 44    | 9     | 7                | 2                | ―                     | ―                     | 51    | 11    |
| Leeds United F. C. Inglaterra         | 3.ª           | 2009-10       | 44    | 7     | 13               | 3                | ―                     | ―                     | 57    | 10    |
| Leeds United F. C. Inglaterra         | 2.ª           | 2010-11       | 37    | 6     | 2                | 1                | ―                     | ―                     | 39    | 7     |
| Leeds United F. C. Inglaterra         | 2.ª           | 2011-12       | 43    | 13    | 1                | 0                | ―                     | ―                     | 44    | 13    |
| Leeds United F. C. Inglaterra         | Total club    | Total club    | 168   | 35    | 23               | 6                | 0                     | 0                     | 191   | 41    |
| Norwich City F. C. Inglaterra         | 1.ª           | 2012-13       | 37    | 6     | 3                | 1                | ―                     | ―                     | 40    | 7     |
| Norwich City F. C. Inglaterra         | 1.ª           | 2013-14       | 30    | 6     | 4                | 1                | ―                     | ―                     | 34    | 7     |
| Norwich City F. C. Inglaterra         | Total club    | Total club    | 67    | 12    | 7                | 2                | 0                     | 0                     | 74    | 14    |
| Hull City A. F. C. Inglaterra         | 1.ª           | 2014-15       | 1     | 0     | 0                | 0                | 2                     | 0                     | 3     | 0     |
| Hull City A. F. C. Inglaterra         | 2.ª           | 2015-16       | 27    | 3     | 2                | 1                | ―                     | ―                     | 29    | 4     |
| Hull City A. F. C. Inglaterra         | 1.ª           | 2016-17       | 20    | 7     | 4                | 2                | ―                     | ―                     | 24    | 9     |
| Hull City A. F. C. Inglaterra         | Total club    | Total club    | 48    | 10    | 6                | 3                | 2                     | 0                     | 56    | 13    |
| West Ham United F. C. Inglaterra      | 1.ª           | 2016-17       | 15    | 0     | ―                | ―                | ―                     | ―                     | 15    | 0     |
| Aston Villa F. C. Inglaterra          | 2.ª           | 2017-18       | 43    | 7     | 0                | 0                | ―                     | ―                     | 43    | 7     |
| Aston Villa F. C. Inglaterra          | Total club    | Total club    | 43    | 7     | 0                | 0                | 0                     | 0                     | 43    | 7     |
| West Ham United F. C. Inglaterra      | 1.ª           | 2018-19       | 33    | 2     | 5                | 2                | ―                     | ―                     | 38    | 4     |
| West Ham United F. C. Inglaterra      | 1.ª           | 2019-20       | 24    | 5     | 3                | 0                | ―                     | ―                     | 27    | 5     |
| West Ham United F. C. Inglaterra      | 1.ª           | 2020-21       | 3     | 0     | 3                | 2                | ―                     | ―                     | 6     | 2     |
| West Ham United F. C. Inglaterra      | Total club    | Total club    | 75    | 7     | 11               | 4                | 0                     | 0                     | 86    | 11    |
| West Bromwich Albion F. C. Inglaterra | 1.ª           | 2020-21       | 8     | 0     | 0                | 0                | ―                     | ―                     | 8     | 0     |
| West Bromwich Albion F. C. Inglaterra | 2.ª           | 2021-22       | 6     | 0     | 1                | 0                | ―                     | ―                     | 7     | 0     |
| West Bromwich Albion F. C. Inglaterra | Total club    | Total club    | 14    | 0     | 1                | 0                | 0                     | 0                     | 15    | 0     |
| Luton Town F. C. Inglaterra           | 2.ª           | 2021-22       | 10    | 0     | 1                | 0                | ―                     | ―                     | 11    | 0     |
| Luton Town F. C. Inglaterra           | Total club    | Total club    | 10    | 0     | 1                | 0                | 0                     | 0                     | 11    | 0     |
| Heart of Midlothian F. C. Escocia     | 1.ª           | 2022-23       | 23    | 1     | 2                | 0                | 0                     | 0                     | 25    | 1     |
| Heart of Midlothian F. C. Escocia     | Total club    | Total club    | 23    | 1     | 2                | 0                | 0                     | 0                     | 25    | 1     |
| Total carrera                         | Total carrera | Total carrera | 542   | 94    | 64               | 17               | 2                     | 0                     | 608   | 111   |
| 1. 2. 3.                              |               |               |       |       |                  |                  |                       |                       |       |       |

### Selección nacional
| Selección        | Año           | Encuentros | Encuentros |
| Selección        | Año           | Part.      | Goles      |
| ---------------- | ------------- | ---------- | ---------- |
| sub-20 Escocia   | 2007          | 3          | 0          |
| sub-20 Escocia   | Total         | 3          | 0          |
| sub-21 Escocia   | 2008          | 2          | 0          |
| sub-21 Escocia   | Total         | 2          | 0          |
| Absoluta Escocia | 2011          | 4          | 1          |
| Absoluta Escocia | 2012          | 3          | 0          |
| Absoluta Escocia | 2013          | 8          | 2          |
| Absoluta Escocia | 2014          | 0          | 0          |
| Absoluta Escocia | 2015          | 0          | 0          |
| Absoluta Escocia | 2016          | 6          | 3          |
| Absoluta Escocia | 2017          | 4          | 1          |
| Absoluta Escocia | 2018          | 1          | 0          |
| Absoluta Escocia | 2019          | 2          | 0          |
| Absoluta Escocia | Total         | 28         | 7          |
| Total carrera    | Total carrera | 33         | 7          |

## Palmarés

### Distinciones individuales
| Distinción                                     | Año     |
| ---------------------------------------------- | ------- |
| PFA Team of the Year (League One)              | 2009-10 |
| Simpatizantes de Leeds United: Jugador del año | 2011-12 |
| Jugador del año de Leeds United                | 2011-12 |
| Simpatizantes de Norwich City; Jugador del año | 2013-14 |
| SFWA Jugador internacional del año             | 2014    |